# Rudgea lanceifolia
Rudgea lanceifolia là một loài thực vật có hoa trong họ Thiến thảo. Loài này được Salisb. miêu tả khoa học đầu tiên năm 1807.